# Stopień rozprężania
Stopień rozprężania – stosunek objętości zajętej przez rozprężony czynnik roboczy do objętości zajmowanej przed rozprężeniem. W silnikach tłokowych stopień rozprężania jest równy stopniowi sprężania. Wyjątkiem jest silnik pracujący według obiegu cieplnego Millera. Podczas ruchu tłoka od DMP w górę zawór ssący jest jeszcze chwilę otwarty, przez co powietrze znajdujące się w komorze spalania jest przez niego wydmuchiwane. Podczas ruchu tłoka od GMP w dół zawór jest zamknięty, stąd stopień rozprężania i stopień sprężania różnią się.